# El profesor Probeta contraataca
El profesor Probeta contraataca est une bande dessinée espagnole illustrée par Francisco Ibáñez, appartenant à la franchise Mortadel et Filémon, éditée en 1986.

## Synopsis
Le Pr Probeta n'apprécie toujours pas que Mortadel et Filémon aient déjoué ses plans dans El crecepelo infalible. Il engage donc deux hommes de main pour voler plusieurs des inventions du scientifique de la T.I.A. qui étaient déjà apparues dans Los inventos del profesor Bacterio : le béret électrique, le Suplantón, le sérum ZOUF 47-X et le rayon de la deuxième dimension.

## Édition
La bande dessinée est publiée en 1986 dans les nos 205 à 208 de la revue Mortadelo Extra. Le scénario est écrit par Julio Fernández et le dessinateur est un employé inconnu de Bruguera Equip.